# 闘志
| ウィキペディアには「闘志」という見出しの百科事典記事はありません（タイトルに「闘志」を含むページの一覧/「闘志」で始まるページの一覧）。 代わりにウィクショナリーのページ「闘志」が役に立つかもしれません。 |